# Жан-Батіст Грез
Жан-Баті́ст Ґрез (фр. Jean-Baptiste Greuze; 21 серпня, 1725 — 21 березня, 1805, Париж) — французький художник XVIII ст. перехідної доби від рококо до сентименталізму.

## Життєпис

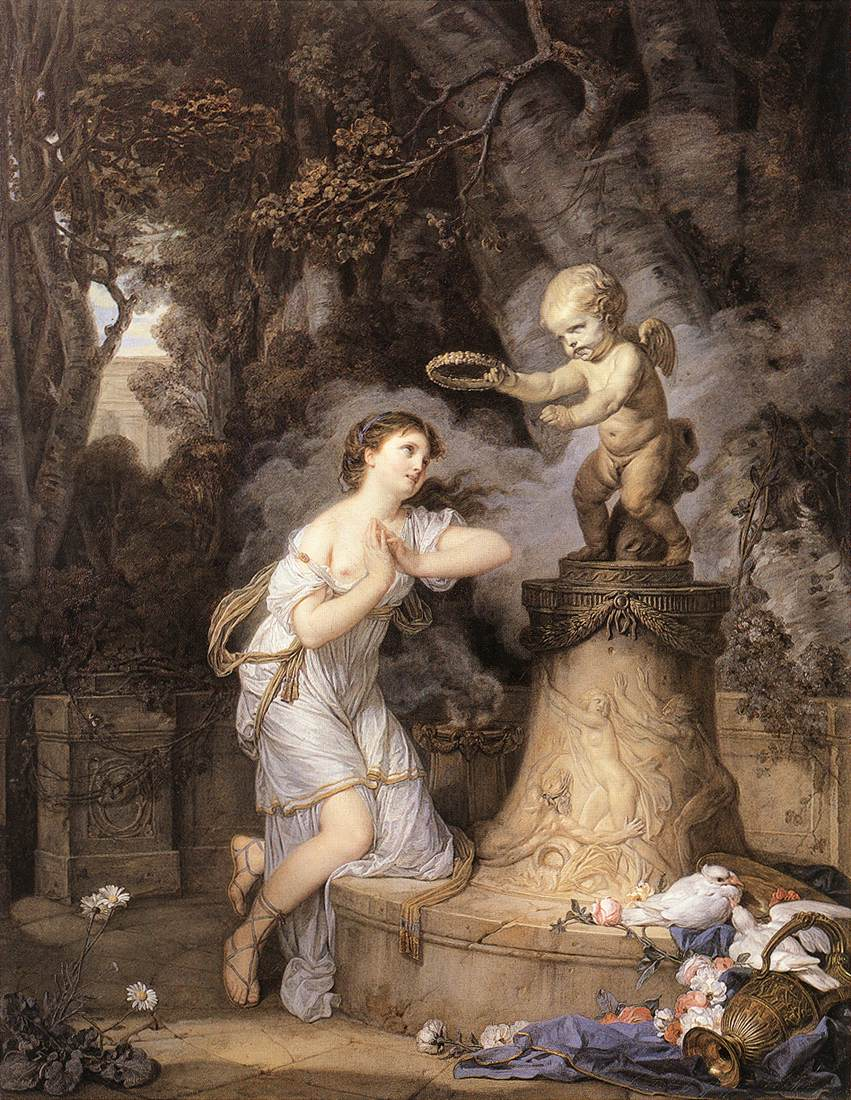
« Молода дівчина вітає божка Купідона»

Майбутній художник народився в місті Турню. Родина була забезпеченою. Батько прагнув, аби син був негоціантом або архітектором.
Художні навички Грез здобув в майстерні художника Шарля Грандона в місті Ліон. Власну майстерність він удосконалював в Паризькій академії.

## Коло академічних сюжетів
Як і всі учні академії, він старанно вивчав Біблію, давньоримську історію, що відбилось у створенні низки малюнків академічного забарвлення («Розп'ятий Христос») або нещирого запозичення схем академічних сюжетів («Кімон і Перо»). Він і надалі звертатиметься до академічних тем («Портрет дружини в образі весталки»), подаючи власну дружину то як давньоримську храмову служницю, то як вагітну в сентиментально-реалістичному образі. Дослідник Ю. Золотов наполягав, що Грез мав складний шлях творчого розвитку, повний протиріч і банальності.
Перший успіх художник отримав після оприлюднення моралізаторської картини «Батько пояснює родині Біблію». З 1755 року почав виставляти власні твори в Паризькому салоні.
3 лютого 1757 року він одружився.

## Відвідини Італії
Лише у тридцять два роки він відвідав Італію, де попрацював у Римі, Форенції і в Неаполі. Грез вивіз звідти маленькі картини побутового жанру. Їх аналіз відкрив, що класичне мистецтво Італії він сприйняв слабко і поверхнево. Він навіть казав, що в Італії йому було нецікаво.

## Повернення до Парижа
Грез залишився прихильником мистецтва французького рококо з усіма його недоліками — еротикою, наслідуванням модних стандартів, бажанням сподобатись замовникам, банально-академічними темами («Молода дівчина вітає божка Купідона», на забувши розкрити її коліно і груди, накидати троянд на підлогу, вставити поцілунок і пестощі двох голубів тощо). Він привіз із Італії картину «Север і Каракалла», але черговий твір на римську історію не мав успіху. Грез звернувся до побутового жанру і до створення портретів.

## Портрети його роботи
Художник не надавав особливої уваги портретам власної роботи , але мав непогану художню техніку і старанно відтворював зовнішні риси замовників. Конкретність портретного жанру примушувала його напружуватись, доробляти твір і в портретах Грез ставав найбільш правдивим.

## Моралізаторство в побутовому жанрі

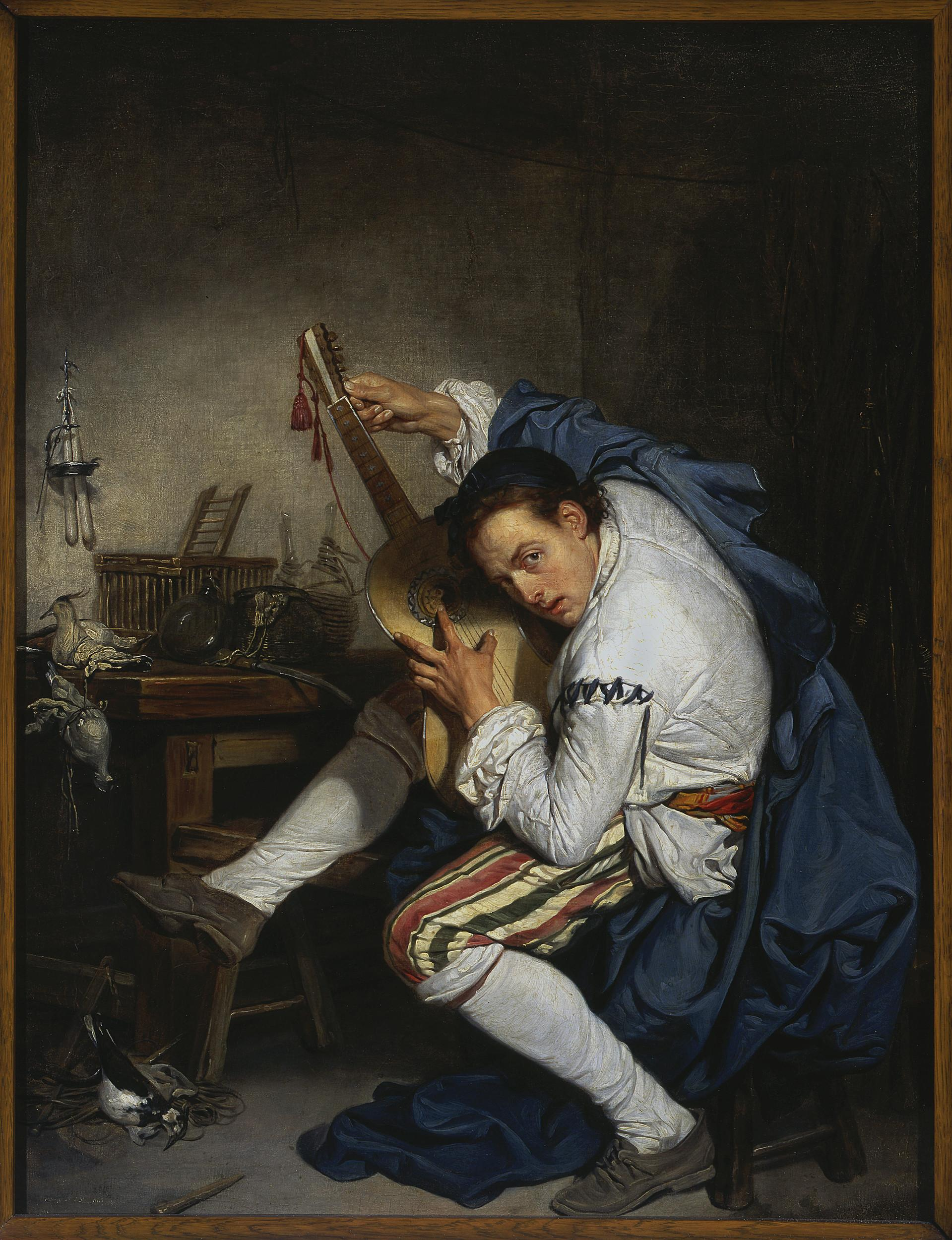
«Гітарист», 1757 р.,Національний музей, Варшава

Сучасникам Грез запам'ятався моралізаторством у численних картинах побутового жанру. Воно присутнє вже в картині «Батько пояснює родині Біблію». Грез почав демонструвати свою прихильність до добропорядності, що нібито свідчила про моральність третього стану. Але картини цього напрямку були театральними, нещирими, подавали не стільки реальні ситуації, скільки мелодрами, аби зачепити покупців. Серед них — «Наслідки доброго виховання», «Багата пані благодійниця», «Каяття винуватого сина» тощо.
Іноді сама модель підказувала художнику нетривіальні рішення, далекі від моралізаторства і сентиментальності. Тоді виникали картини на межі жанрів — портрета в інтер'єрі і побутової сцени («Гітарист», Національний музей, Варшава). Але далі поодиноких зразків в цьому напрямку він не пішов.
Водночас він створював еротичні картинки з молодими дівчатами, аби зачепити і тих покупців, котрим проблеми моральності були ні до чого. Ще менше дотримання мральності було в його поведінці. Грошей не вистачало і він припускався до спекуляцій і ризикованих фінансових справ.

## Останні роки
У роки французької революції 1789—1795 рр. Грез втратив більшу частину власного майна. Він не емігрував, а заробляв в Парижі уроками малювання, ставав бідним і мало кому потрібним. 1795 року йому виповнилось 70 і він вже не встигав мінятися за стрімким і небезпечним перебігом подій.
Помер 21 березня 1805 року вкрай збіднілим в холодній квартирці в Луврі, де його розмістили як ветерана-художника разом з іншими літніми митцями.

## Перелік картин і портретів
- «Автопортрет»
- «Сільська наречена»
- «Дівчинка з собакою»
- «Розбитий глечик»
- «Дівчинка оплакує смерть своєї пташки»
- «Наслідки поганого виховання»
- «Покарання сина»
- «Софі Арну, оперна співачка»
- «Портрет шляхетного пана в чорному»
- «Гітарист», 1757 р., Національний музей, Варшава
- «Маркіз де Сент-Поль», 1760 р., Державний музей (Амстердам)
- «Маркіз Ніколя де Кондорсе», Версаль
- «Королівський архітектор Анж Жак Ґабріель», Лувр, Париж
- «Юнак в трикутному капелюсі», Ермітаж, Санкт-Петербург
- «Графиня Катерина Шувалова», Ермітаж, Санкт-Петербург
- «Портрет невідомої пані в білому», Х'юстон
- «Клод Анрі Вателе», Лувр, Париж
- « Жозеф, натурник в художній академії», Лувр, Париж
- «Дівчина з листом»
- «Хтивість»
- «Смерть батька після родинного скандала» або «Каяття винуватого сина»

## Портрети роботи Греза

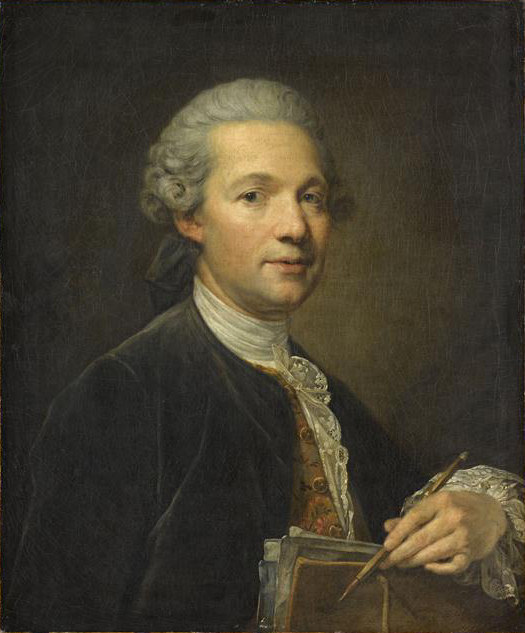
Королівський архітектор Анж Жак Ґабріель, Лувр, Париж.

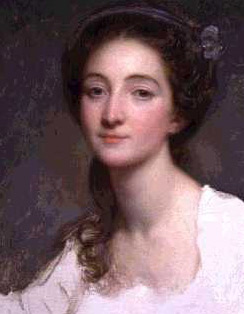
Софі Арну, оперна співачка, Лондон
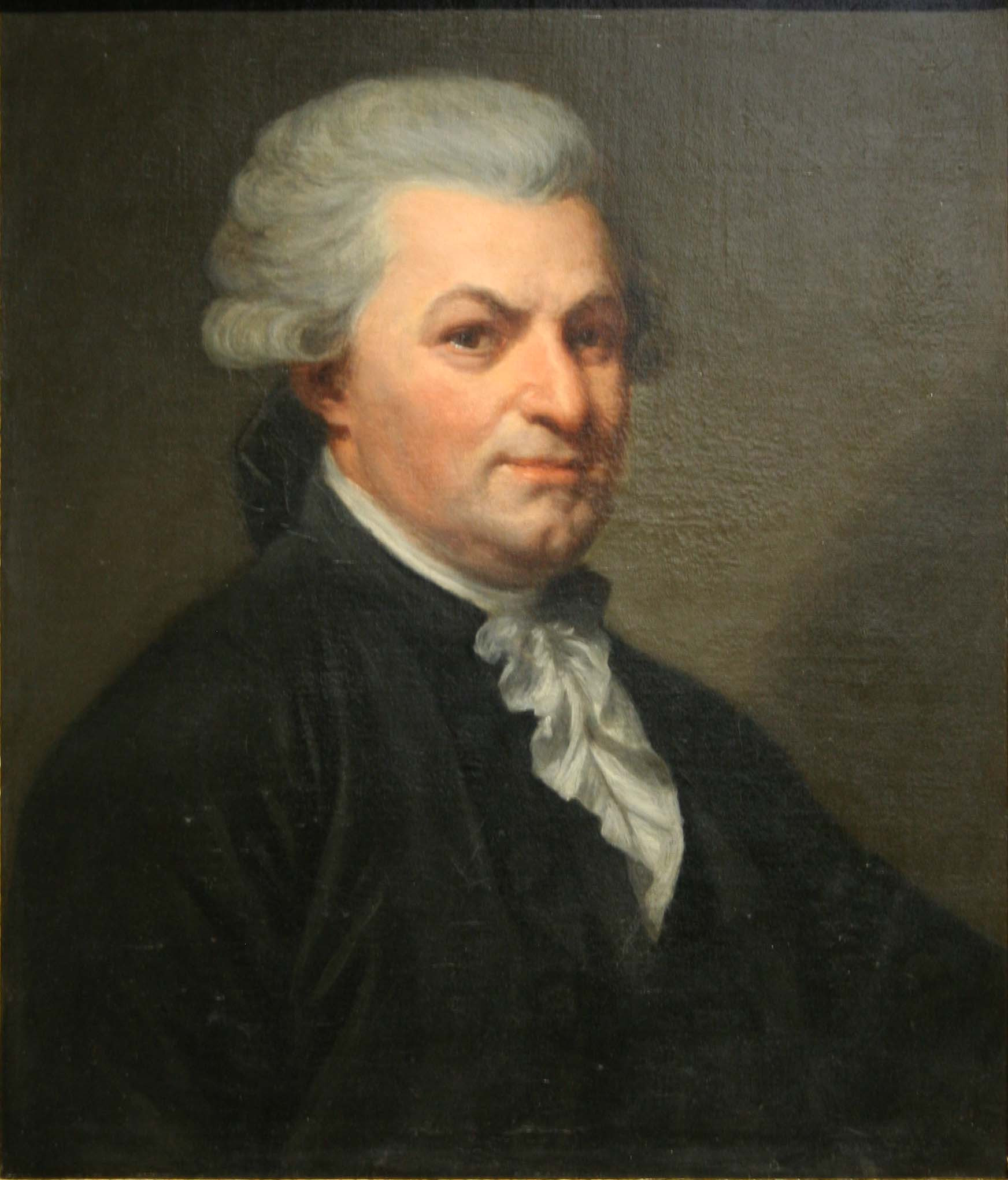
«Портрет шляхетного пана в чорному», Марсель
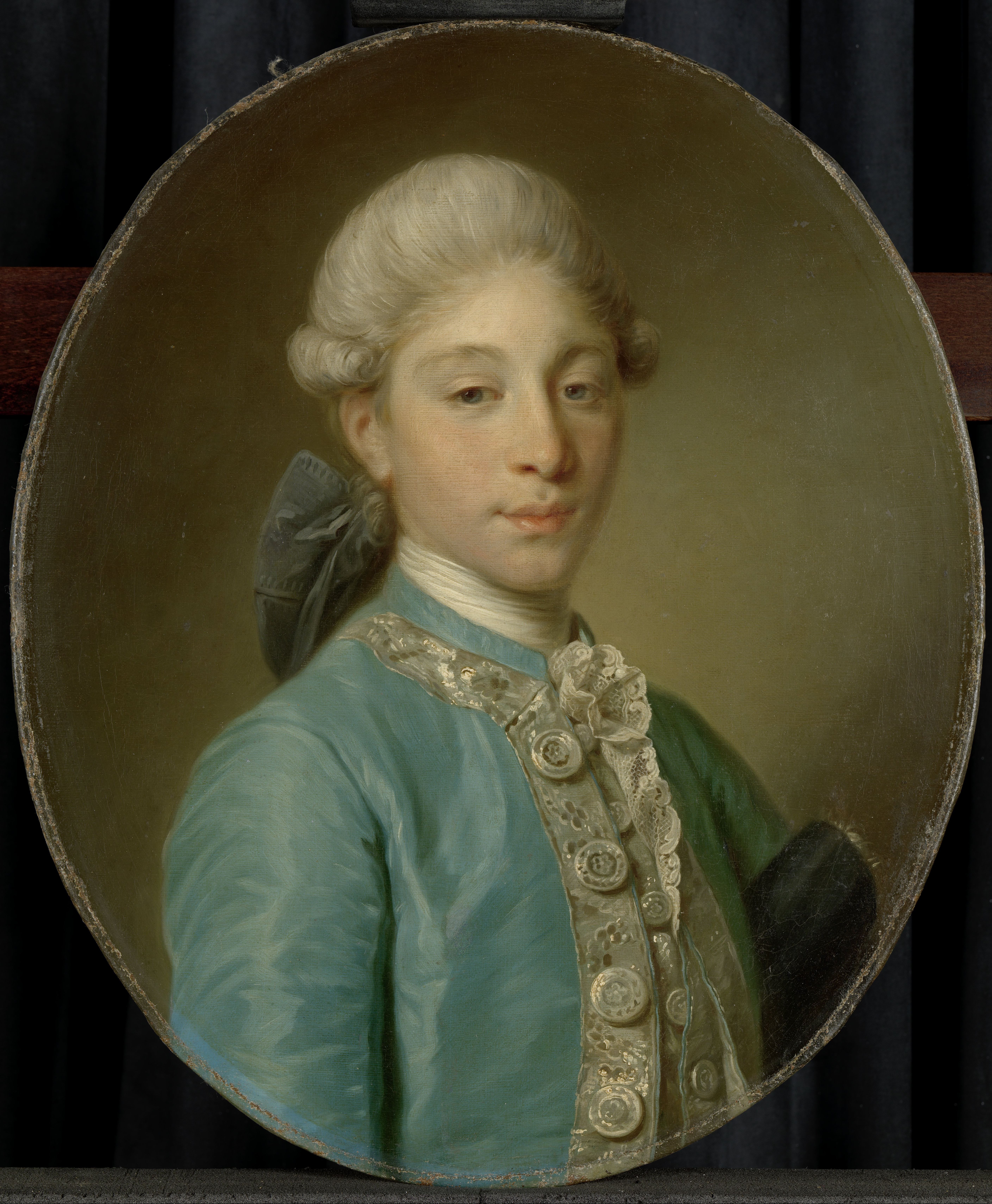
«Маркіз де Сент-Поль», 1760 р., Державний музей (Амстердам)
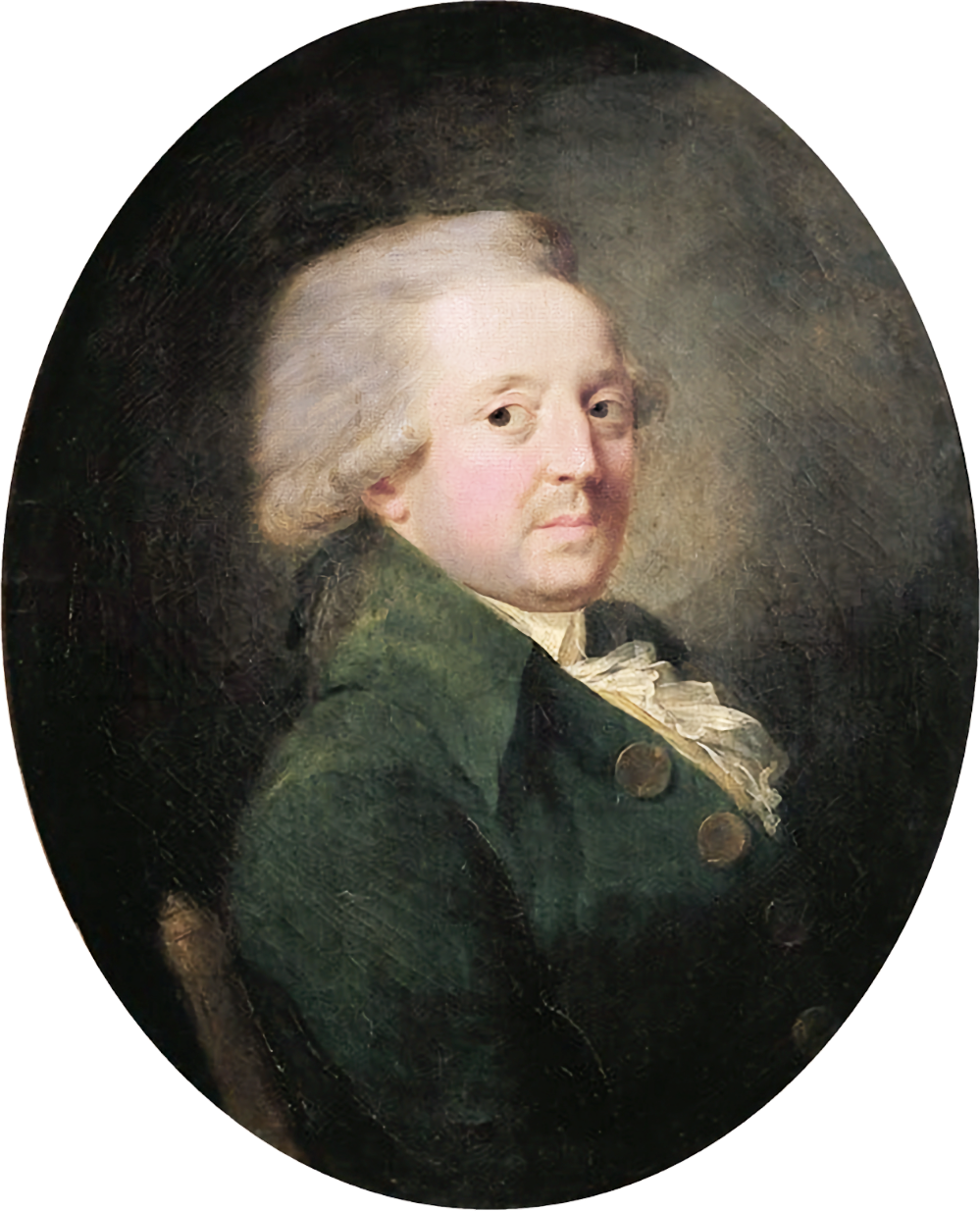
«Маркіз Ніколя де Кондорсе», Версаль

## Малюнки Греза

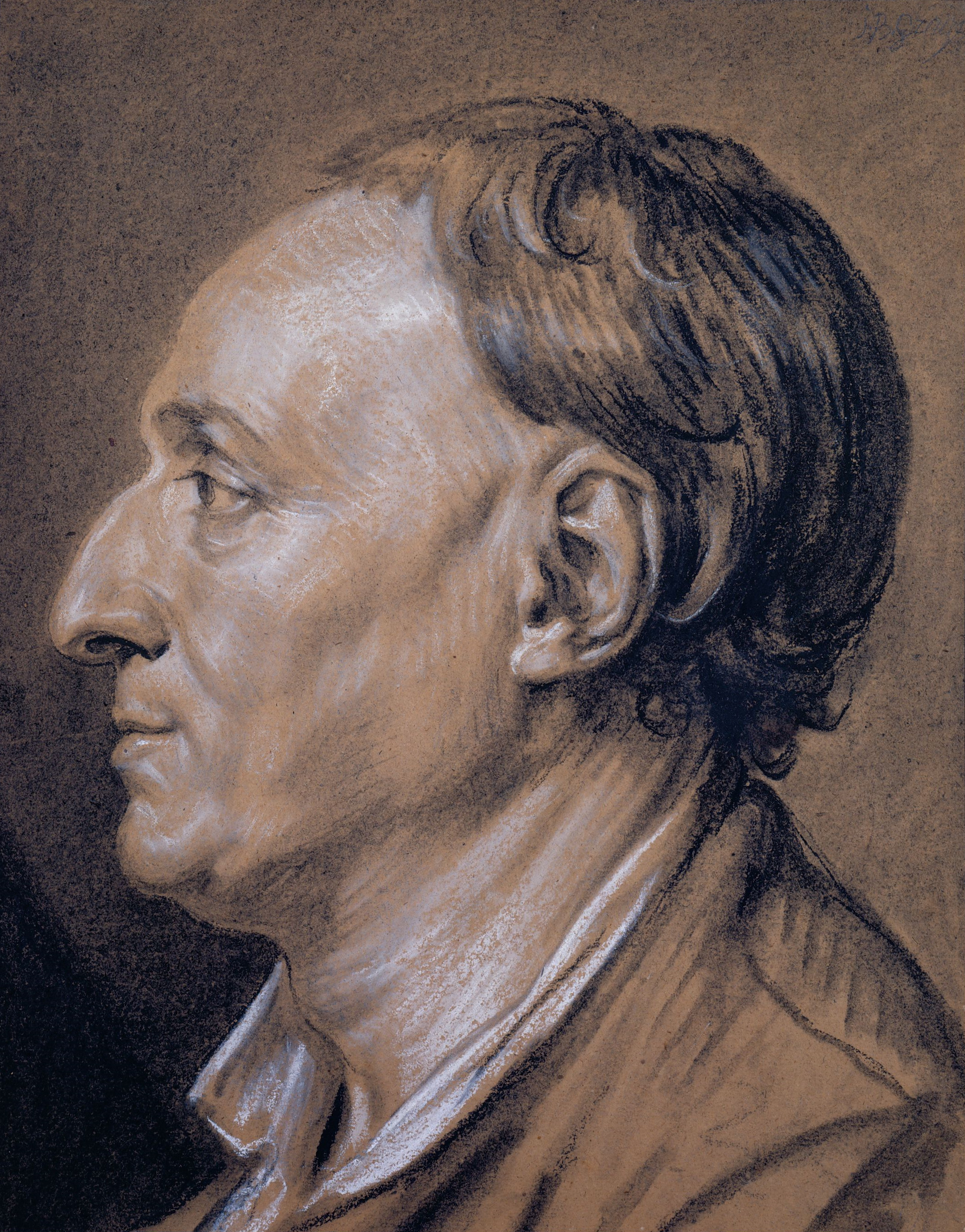
« Дені Дідро у профіль», 1766 р.

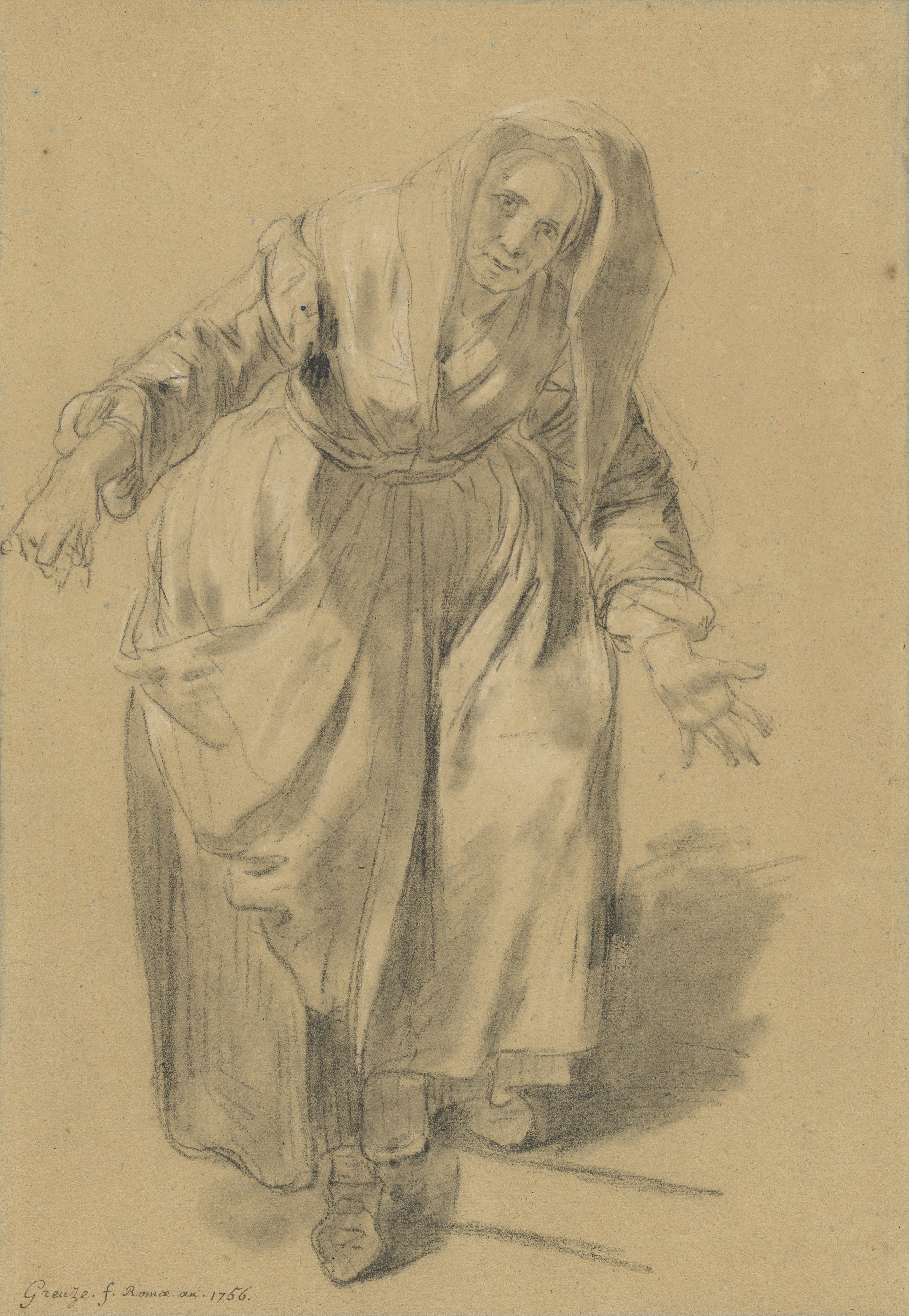
«Етюд старої жінки», 1756 р., Музей Гетті, Каліфорнія
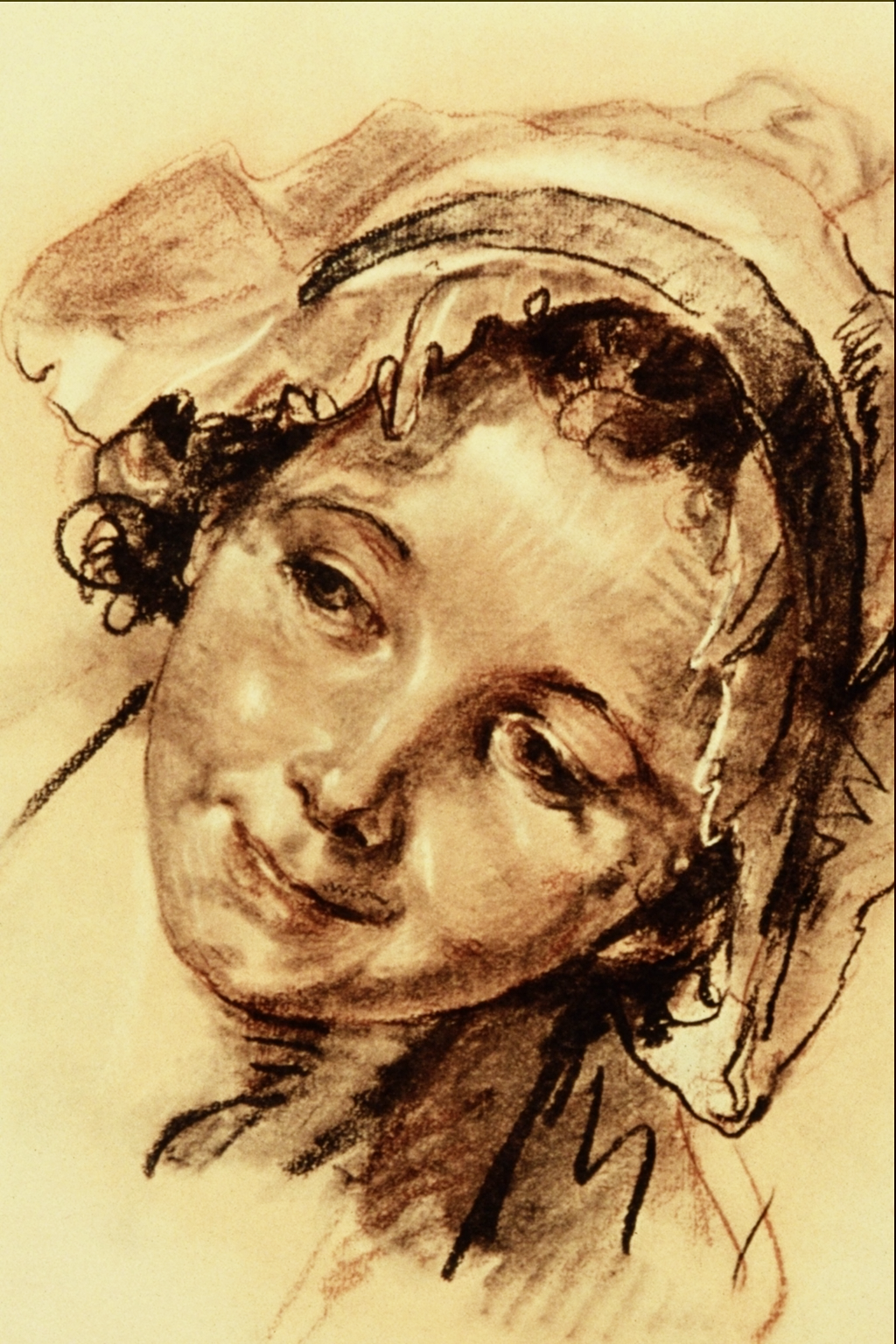
«Голівка дівчинки»
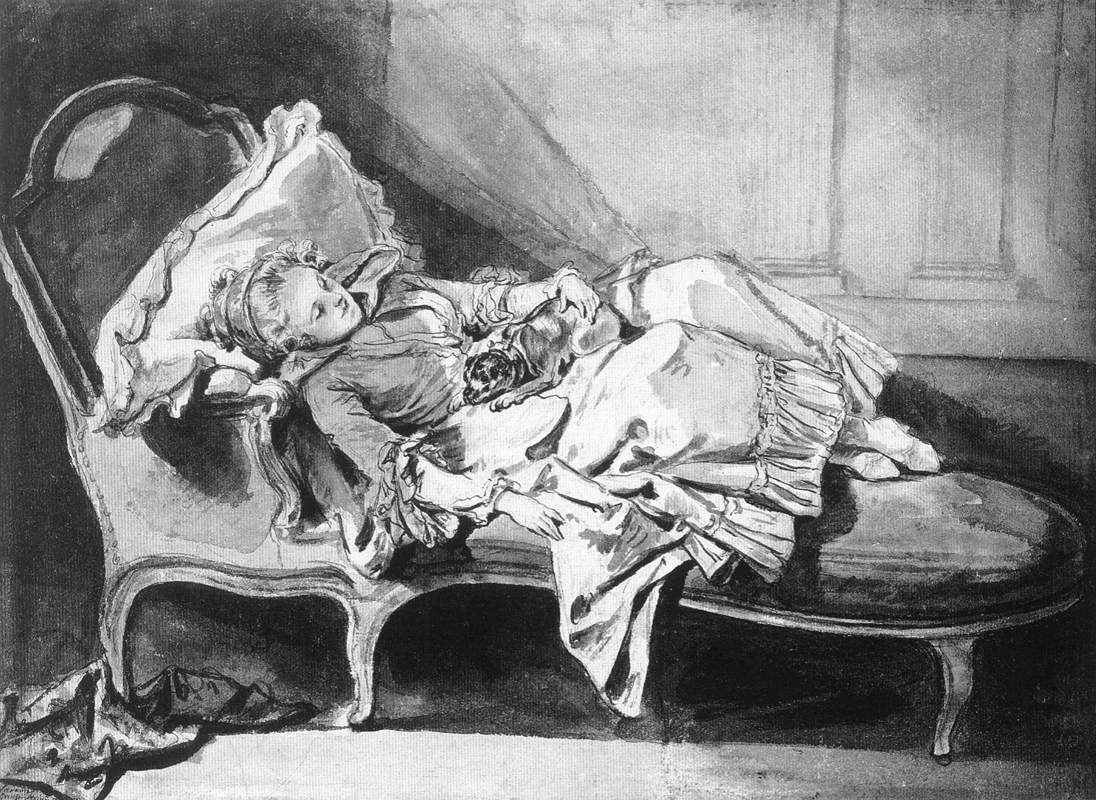
«Дружина художника з собакою», Державний музей (Амстердам)
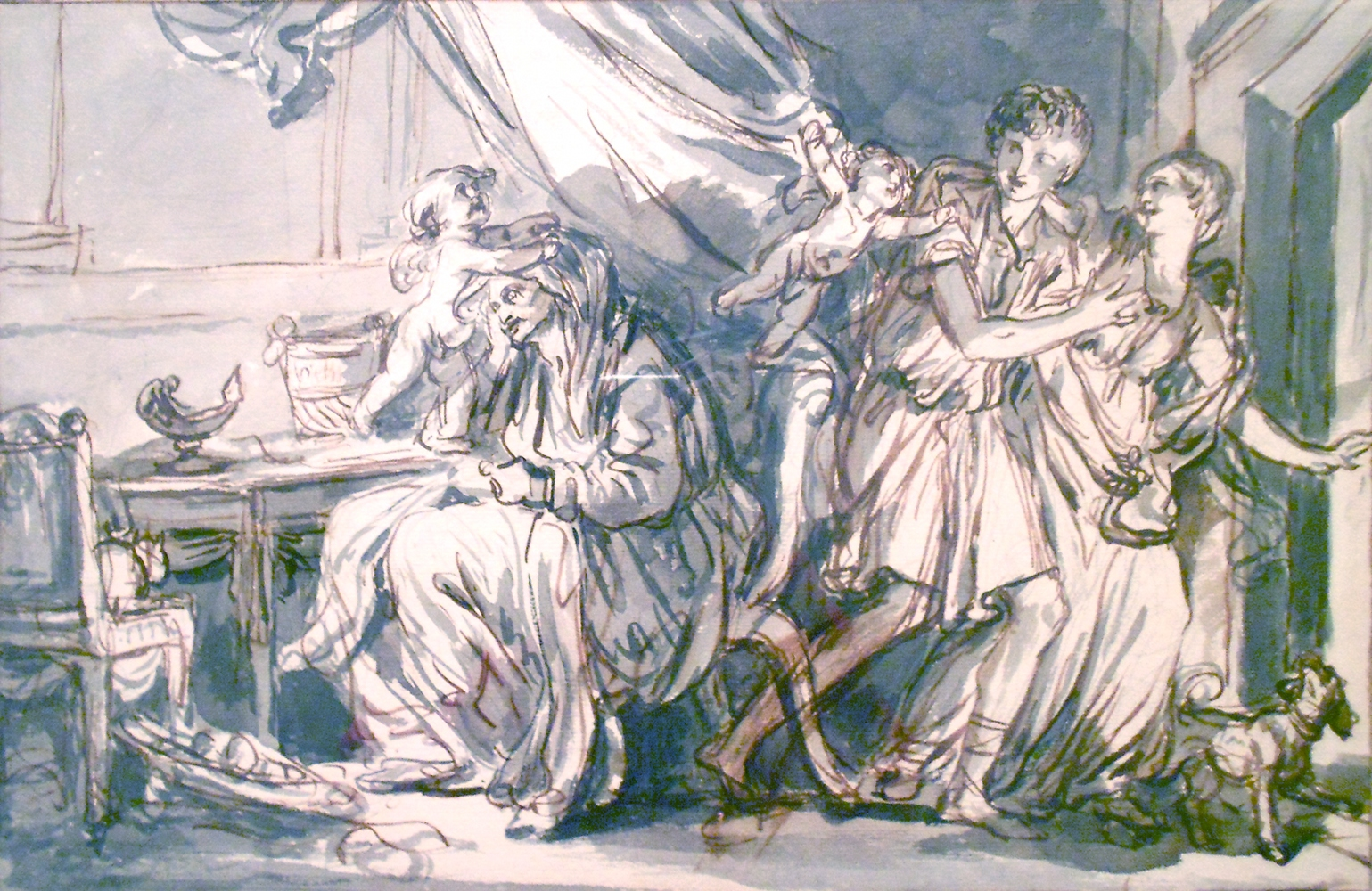
«Закохана молодість покидає старість»

## Жанрові картини

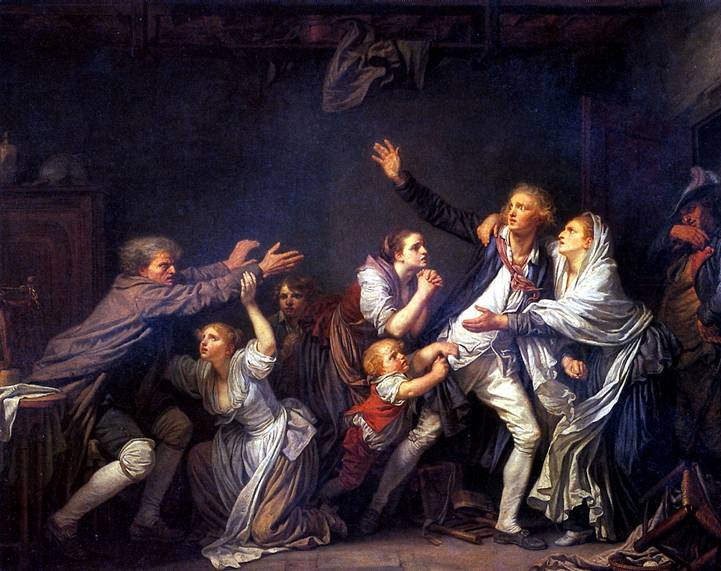
«Батько прокляв сина», 1777 р.

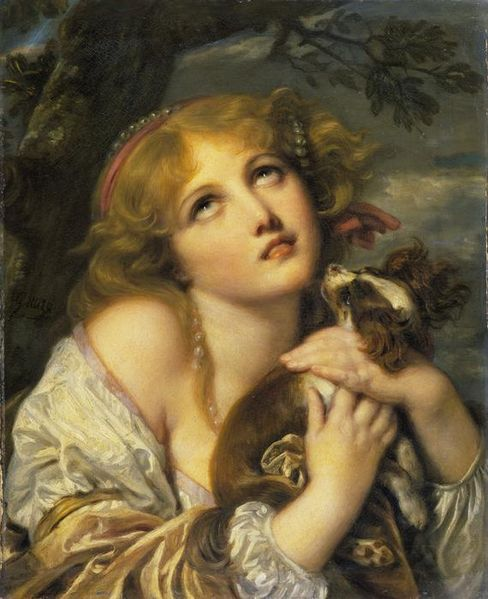
Жан Батіст Грез, «Спогади», Лондон
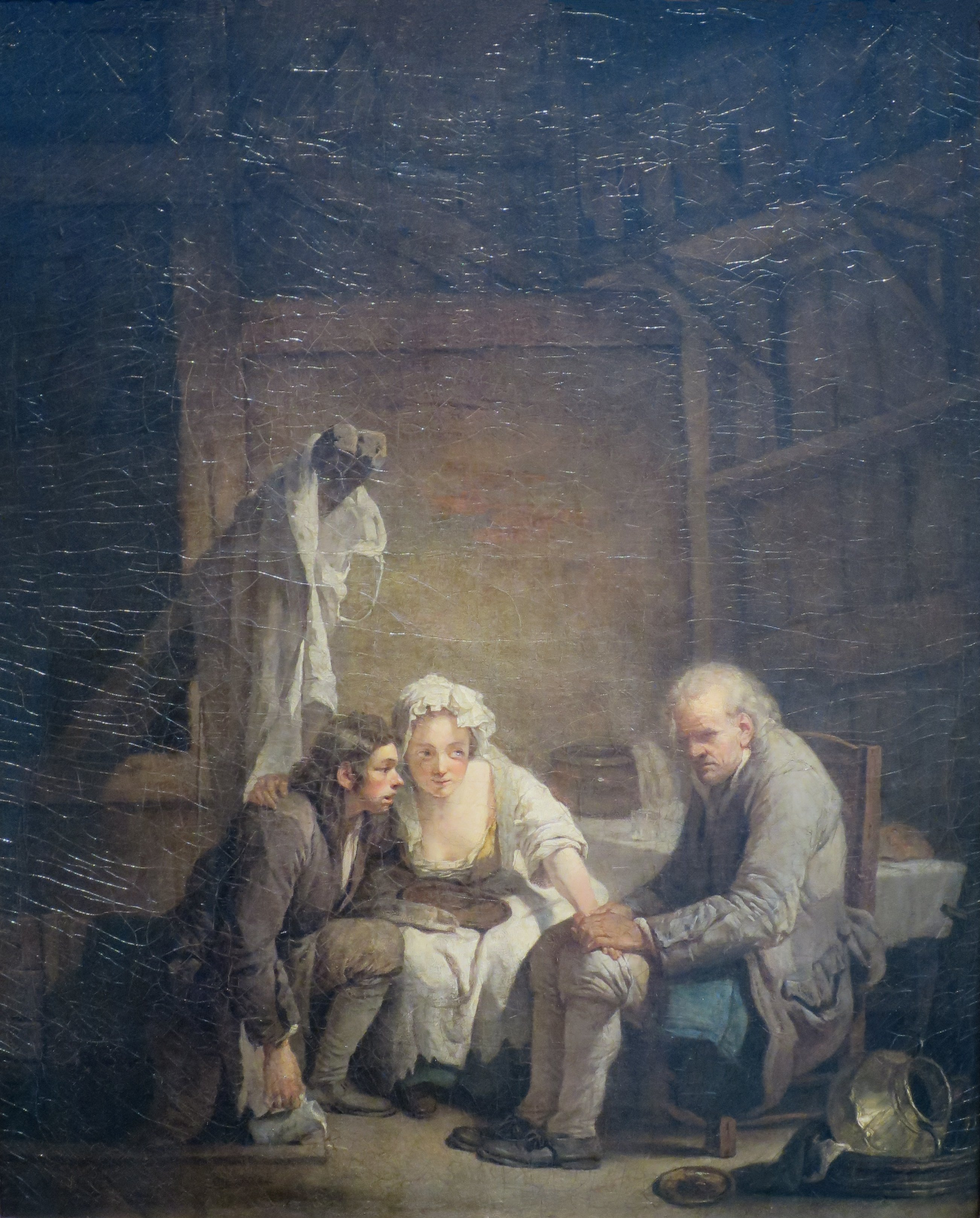
«Омана сліпого»
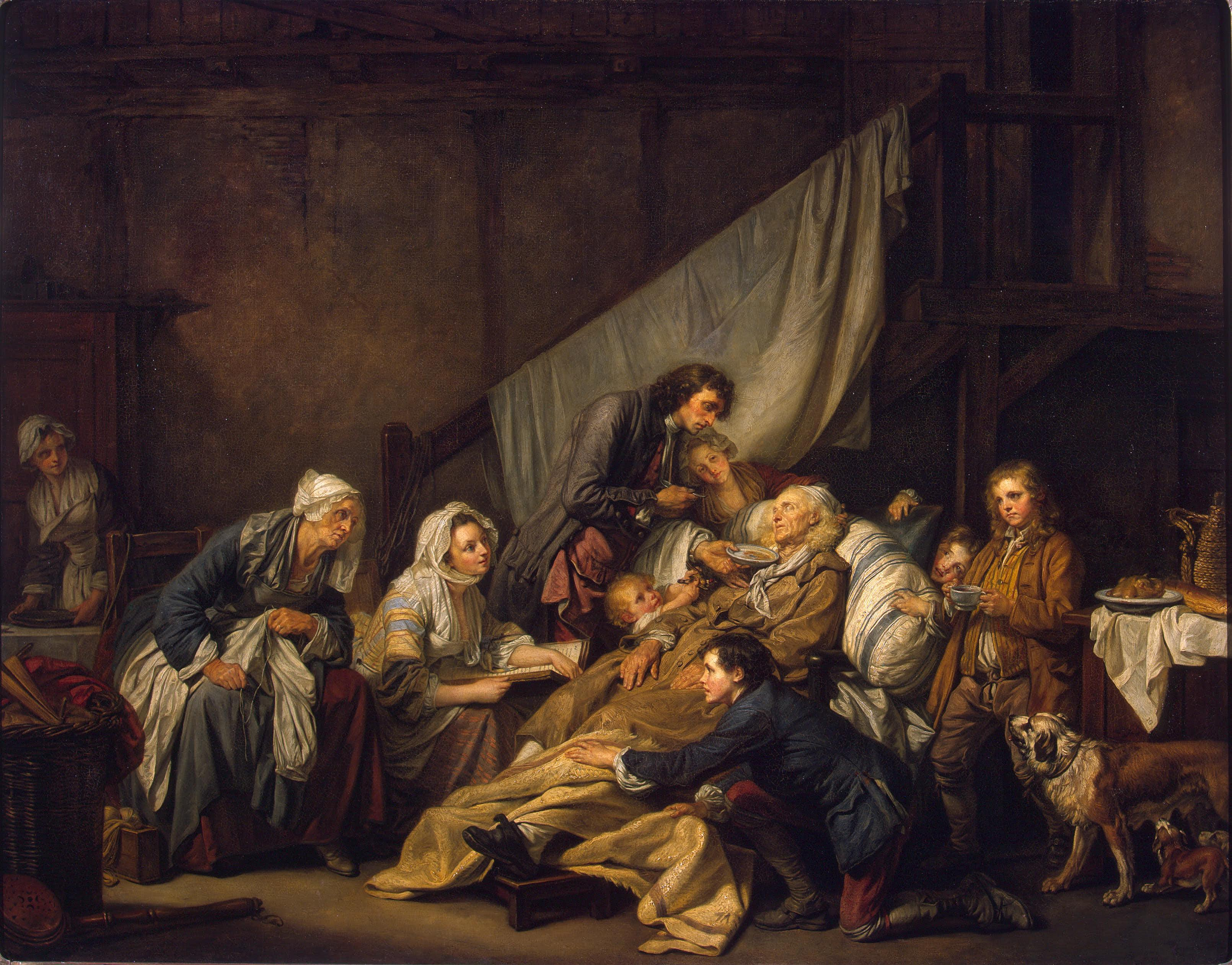
«Клопіт навколо паралічного» або «Наслідки доброго виховання»
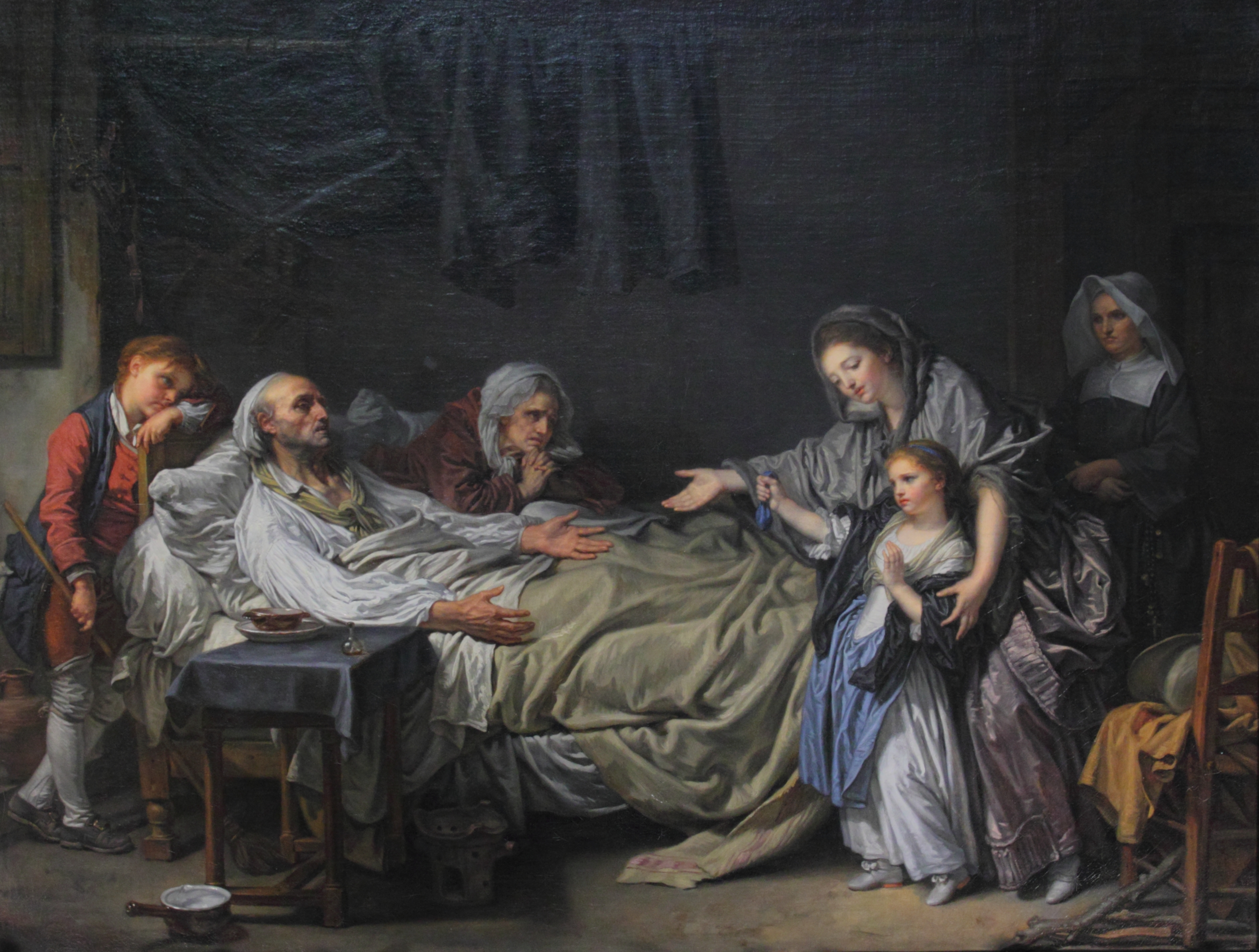
«Багата пані благодійниця»
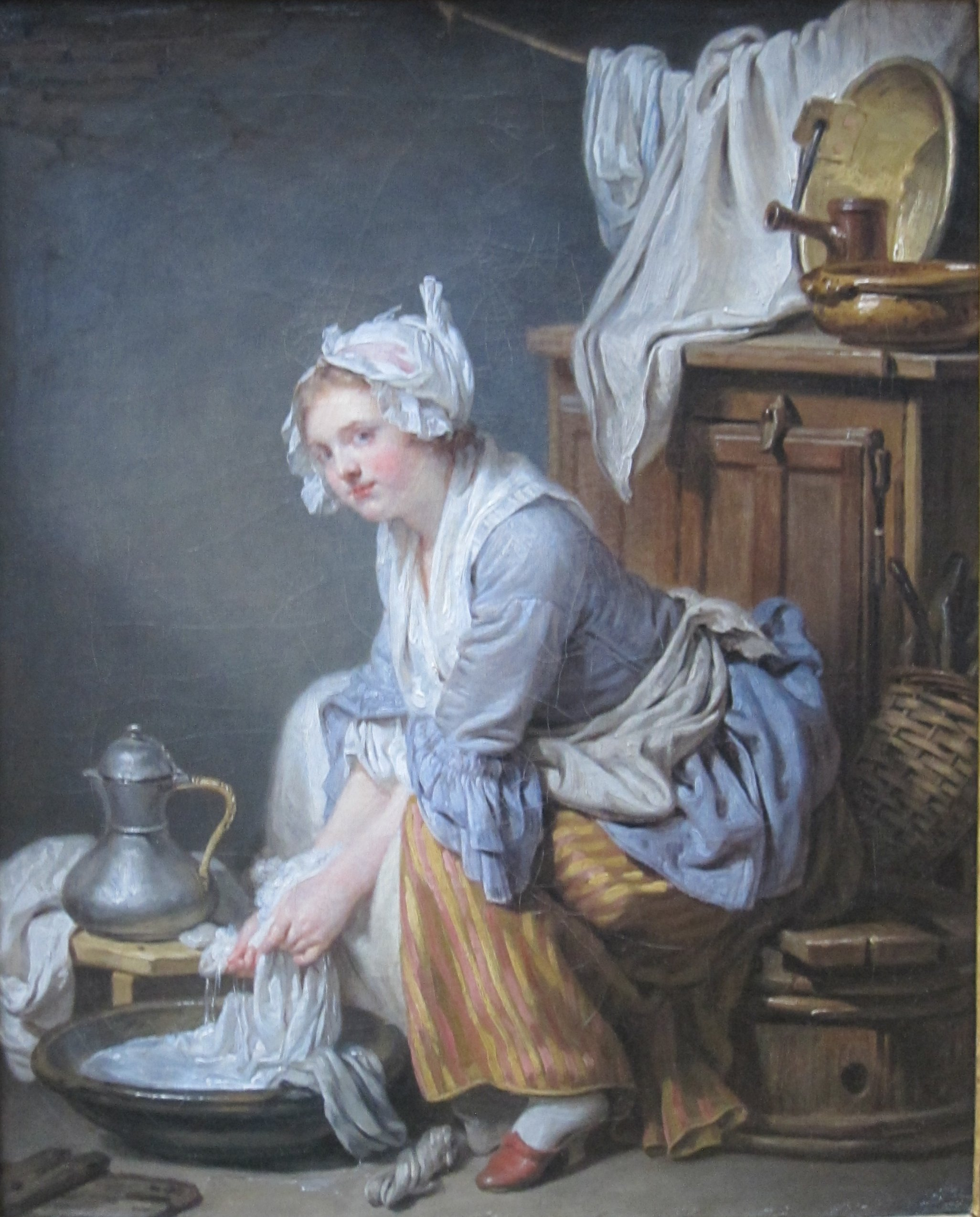
«Праля», Музей Гетті, Каліфорнія